# ريتشارد كارني
ريتشارد كارني (بالإنجليزية: Richard Kearney)‏ (8 ديسمبر 1954، كورك في جمهورية أيرلندا)؛ فيلسوف، كاتب وروائي أيرلندي. درس في جامعة باريس.